# XM8突擊步槍
XM8是一套由美軍於1990年代末到2000年初開展的輕型突擊步槍系統。該槍由德國槍械製造商黑克勒-科赫（Heckler & Koch，簡稱：H&K）所設計，它保留了部份HK G36突擊步槍的設計和內部結構，原先是理想單兵作戰武器（Objective Individual Combat Weapon Program，簡稱：OICW）的步槍部份。然而由於OICW在性能和重量上都無法達標，所以該項目最終被取消了，並分裂成XM8和XM25反防禦目標應對系統（XM25 CDTE）兩件獨立的武器 。儘管外界一直對XM8寄予厚望，並認為該槍將是美軍未來大量採用的單兵制式兵器。然而，美軍在2005年4月宣布暫停XM8計劃，並在同年10月正式全面取消XM8的開發。不過，該武器目前已被馬來西亞海軍特種作戰部隊和一些私人軍事承包商所採用。

## 歷史
在XM29 OICW計劃遭受挫折後，美國陸軍仍然積極地尋求一款取代現役制式步槍的武器。目的是要以一種更便宜、更輕和更有效的武器取代M16突擊步槍和M4卡賓槍。XM8為一種模組化武器系統，它能夠很容易地透過更換少量零件就變成由短槍管個人防衛武器到配備兩腳架的班用支援武器。它還裝有一個內置式瞄準鏡和激光指示器。
XM8的設計是源自由艾利安特技術系統公司開發的XM29 OICW的步槍部份，而該武器的內部設計則是由H&K負責。在OICW計劃無限期延遲後，美國陸軍要求承包商設計出一種源自XM29設計的獨立使用武器。
最初30枝XM8原型槍於2003年11月被交付到美國陸軍進行初次實射測試。後來，他們購買了至少200枝發展中的原型槍。在測試當中接獲最多的投訴為供應給瞄準鏡的電池壽命太短以及一些人體工學問題。另外兩個主要問題在於武器的重量和護木的抗熱能力，測試人員發現步槍的護木在連續的射擊後開始出現熔化的跡象。主要測試大致上已完成，陸軍便隨即為大型實地測試募集資金。然而，國會卻在2004年拒絕了向陸軍撥資2600萬美金購買7,000枝步槍用於2005年的測試。與此同時，該步槍仍然有許多地方未達標，當中主要涉及到武器的重量問題。電池的壽命則延長了，另外亦增加了一具抗熱的塑膠護木。在最初的產品小冊子列出卡賓槍型的目標重量為5.7磅（2.6公斤），而當時的原型槍的重量為6.2磅（2.8公斤）。後來從H&K和通用動力於2005年所公佈的小冊子可見，該槍的重量已增至7.5磅（3.4公斤）。
同時間，陸軍受到其他槍械製造商施壓，要求開放XM8的招標。主要的爭論點為被採用的武器已經跟XM29從基本上不同，其他問題為陸軍有著選擇美國本土生產商的法定義務，而且先前跟柯爾特達成的協議說明了他們需要讓柯爾特介入一些武器開發。XM8的計劃於2004年遭到暫停， 其真正原因一直成為外界辯論的話題。一些人總結了上面提到的技術性問題，資金限制和外部施壓等因素。
2005年，陸軍針對OICW增量一型系列武器提出了一項正式的“要求提案”（Request for Proposals，REP）。這項REP給生產商6個月時間來研製和交付性能類似於XM8的原型武器，但額外新增了班用自動武器的版本。OICW增量一型對於班用自動武器的要求包括：具備快速更換槍管的能力和高持續性火力，但在供彈方面則由生產商決定。然而目前還沒有任何XM8的原型槍具備類似於M249班用自動武器的性能（如：能快速更換槍管、持續性火力強以及以彈鏈供彈等）。
此外，陸軍亦被批准了為開發M320榴彈發射器（前稱：XM320）進行撥資，該武器類似於M203榴彈發射器，為一款最初針對XM8而設計的下掛型單發式榴彈發射器。儘管比起M203更笨重，該武器依然提供了一些優勢。M320被設計成能夠對應在M16、M4和XM8等多種突擊步槍上，不過亦可單獨使用。
截至2005年7月19日為止， OICW增量一型的REP被暫停了8個星期，並展現出該計劃被重組為聯合採購計劃的跡象。2005年10月31日，OICW增量一型計劃被取消了。
簡氏防務周刊於2006年4月26日發表的一篇文章中所提到，“美國陸軍推遲了購買未來單兵武器，為時會超過5年，並正積極尋找兩種過渡性槍械。”
通用動力參與了XM8後期開發，而H&K則打算在美國喬治亞州的工廠生產該步槍。在計劃開始期間，H&K為一間英國擁有的公司，但後來被德國的投資者買回。研發工作在美國和德國的設施內進行。

### 接近取消
XM8計劃在被暫停一段時間後於2005年秋季被幾乎取消了，但依然有限的提供給海軍陸戰隊測試。若然沒有被限定在這個計劃內，XM8很可能會面對來自其他競爭對手如：FN SCAR、雷明登ACR和HK416的挑戰。在作出一些改動後該槍亦成為了SCAR招標的候選者，然而最終卻沒有取得成功  。

### 進階測試
2007年秋季，在XM8計畫終止後，美國陸軍編列購買M4系列槍械預算至2009年。因M4可靠性長年備受爭議，而引發參議院議員質疑，要求進行測試、否則將擱置新任陸軍部長同意案。於是新任陸軍部長上任後，在同年9月至11月期間進行M4與HK416、XM8及SCAR的沙塵測試；經亞伯丁測試場（Aberdeen Proving Ground）、每型槍枝十把，執行總計60,000次測試射擊，結果如下：
- XM8：127次故障
- MK16 SCAR-L：226次故障
- HK416：233次故障
- M4：882次故障（彈匣故障239次），在加強潤滑後整體故障数降低到307次

可見XM8在惡劣環境下有著優異的性能，但這對其計畫的命運並無影響。

## 設計
XM8為一款發射5.56×45mm NATO小口徑步槍彈的擊發調變式突擊步槍。它以短行程活塞導氣式和轉拴式槍栓運作，性能和內部結構跟HK G36接近，槍托為伸縮式設計，供彈具也是跟G36一樣的半透明彈匣，並能夠把多個連接在一起以方便換子彈。但也因此不能在不裝上適配器的情況下通用STANAG彈匣。

### 材料和重量
除了冷鍛式鋼製槍管以外，XM8的其他部件幾乎都是以複合材料製成。儘管仍然有一些投訴，在沙漠和北極環境進行過的初步測試證實XM8是一件相當堅固的武器。
能夠節省成本和重量的源頭在於武器的電子瞄準鏡。它是一具能夠放大1.5倍的紅點鏡，裡面還包含了紅外激光指示器。一枝沒經改裝的XM8卡賓槍能夠與一枝裝上各種前代電子配件（如：AN/PEQ-2雷射瞄準器、Aimpoint Comp M2紅點鏡、先進戰鬥光學瞄準鏡）的M4卡賓槍作對比。若然缺乏各種先進合成型電子照準器的優勢，XM8將會變得比起它要取代的武器更重和更昂貴。

### 配件
XM8捨棄了標準的MIL-STD-1913戰術導軌作為安裝武器配件的平台，反而採用了一種全新的“皮卡汀尼戰鬥附件點”（Picatinny Combat Attachment Points，PCAP）（儘管仍然有一種配備皮卡汀尼導軌的型號，叫“XM8R”，以及一些早期的原型槍也附有皮卡汀尼導軌） 。PCAP無法在不使用適配器的情況下裝上MIL-STD-1913導軌專用的戰術配件。它的最大優勢是能夠讓配件與武器有著緊密的連接，而裝在MIL-STD-1913導軌上的配件在移除或重新裝上時通常都需要重新進行調整。此外，大部份標準配件的功能已內建到XM8裡面，因此當該功能失效時，預計有關配件將會被重新設計以令其適用於PCAP。在新的OICW增量一型招標當中，陸軍把配件的選擇交由生產商決定，但前提是必須符合“要求提案”的條件，令瞄準鏡擁有時刻保持歸零的能力。
M4卡賓槍槍管長14.5寸（368毫米），而XM8的槍管長12.5寸（318毫米），然而兩種步槍長度相同。雖然更短的槍管通常意味著槍口動能較低，但多邊形膛線也抑制了部份動能從短槍管內流失。一個電子彈藥計算器也被提議用於XM8，它會把已發射的子彈數目，以及打過的每一槍的日期和時間紀錄下來。而用戶則將可透過類似掌上電腦的裝置讀取這些數據 。另一個優勢為能夠監控該武器會否被非授權地使用以及紀錄下戰場報告。其他特點包括一套左右手都能操作的操作部件（包括：拉機柄、快慢機等），以及一個3倍放大倍率的紅點鏡（後來改為1倍）。而特等射手型則配備一個3.5倍放大倍率的瞄準鏡。

## 衍生型
在整個計劃當中，XM8有著四種不同的型號，包括：一種槍管長9.5寸（241毫米）的緊湊個人防衛武器型， 槍管長12.5寸（318毫米）的卡賓槍型， 槍管長20寸（508毫米）的重槍管狙擊或自動步槍型，以及一種以100發Beta C-Mag彈鼓供彈的輕機槍型。瞄準鏡、榴彈發射器和兩腳架等配件則透過一套全新的系統來安裝 ，以令它們能緊密的與武器一體化（瞄準鏡則不用在重新裝上時再次進行歸零）。
XM8的另一個特點就是其模組化設計。除了上述的附件以外，這種設計也容許用戶在戰場上快速維修武器，更換槍管以至是口徑。
這個槍族的衍生型數目和種類因應該計劃的進展而有所不同，以下的概述為根據在2000年代初發佈的新聞稿所提及的三個主要版本。
- XM8緊湊卡賓槍型：9寸（229毫米） 槍管，個人防衛武器規格，摺疊式槍托；槍口動能：720 m/s（2,362 ft/s）
- XM8卡賓槍型裝上XM320榴彈發射器：12.5寸（318毫米）槍管； 槍口動能：815 m/s（2,674 ft/s）
- 自動步槍型：20寸（508毫米）槍管，槍口動能：916 m/s（3,005 ft/s）
- 特等射手步槍型：20寸槍管，內置可摺式兩腳架，4倍瞄準鏡，30發彈匣/100發彈鼓； 槍口動能 916 m/s（3,005 ft/s）s[5]
- 輕機槍型：重型20寸槍管，內置可摺式兩腳架，射速：600-750發/分鐘

## 採用
由於美軍對XM8完全失去興趣，H&K便嘗試尋找可能的買家。在此同時，馬來西亞武裝部隊對採購這款步槍表現出興趣，並在2007年對外公開了他們打算購買XM8。2010年，馬來西亞皇家海軍特種部隊PASKAL開始採用XM8和其他H&K槍械，包括G36和HK416。

## 使用國
- 马来西亚
  - 海軍特種作戰部隊

## 圖片集

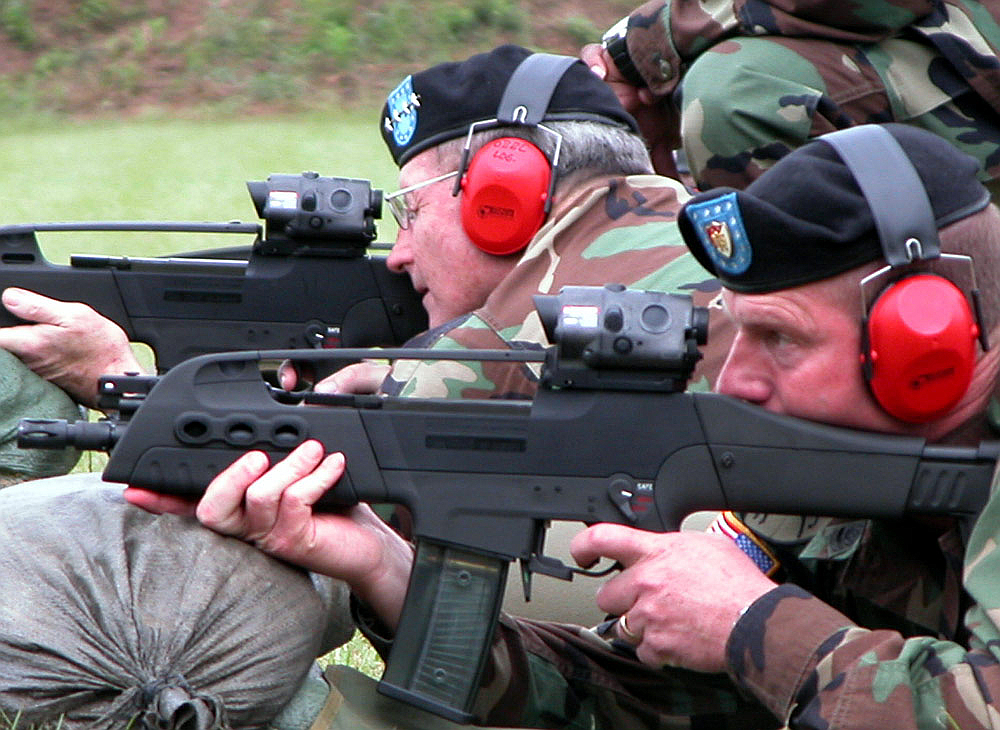
美國陸軍領導層試射XM8
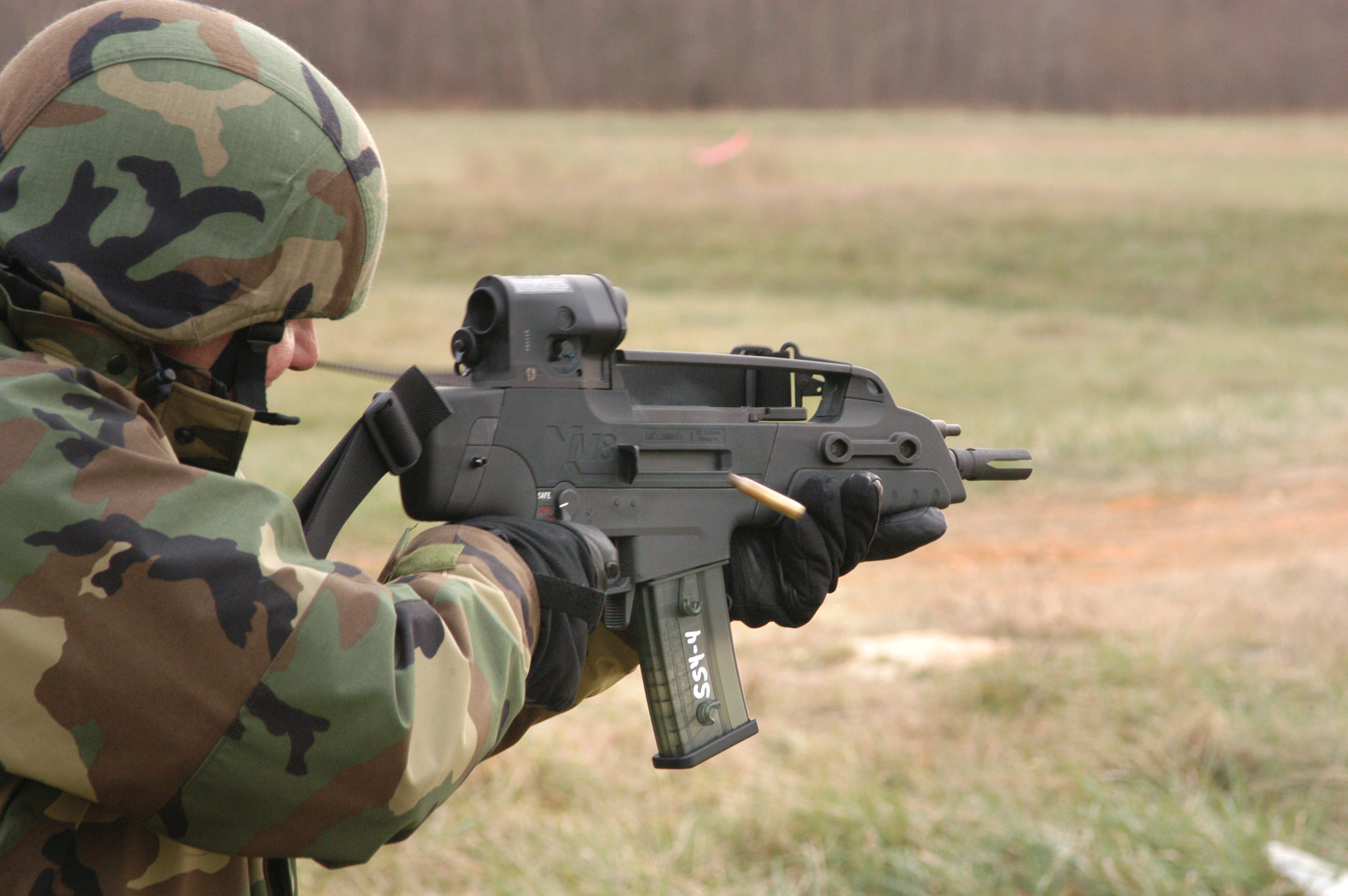
士兵試射XM8緊湊卡賓型
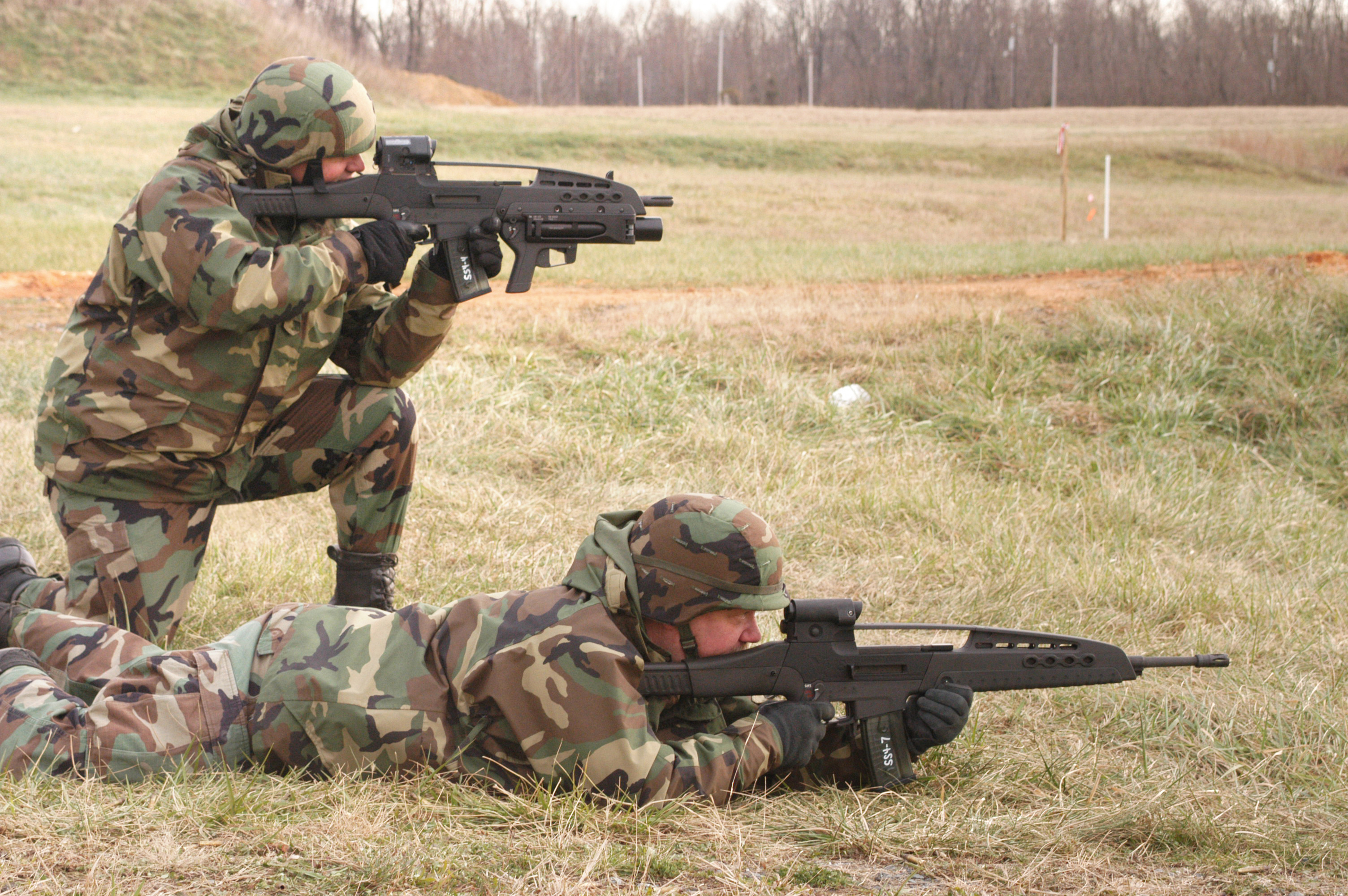
試射裝上M320榴彈發射器的XM8卡賓型的士兵（單膝跪地者）與另一名試射精確射手型的士兵
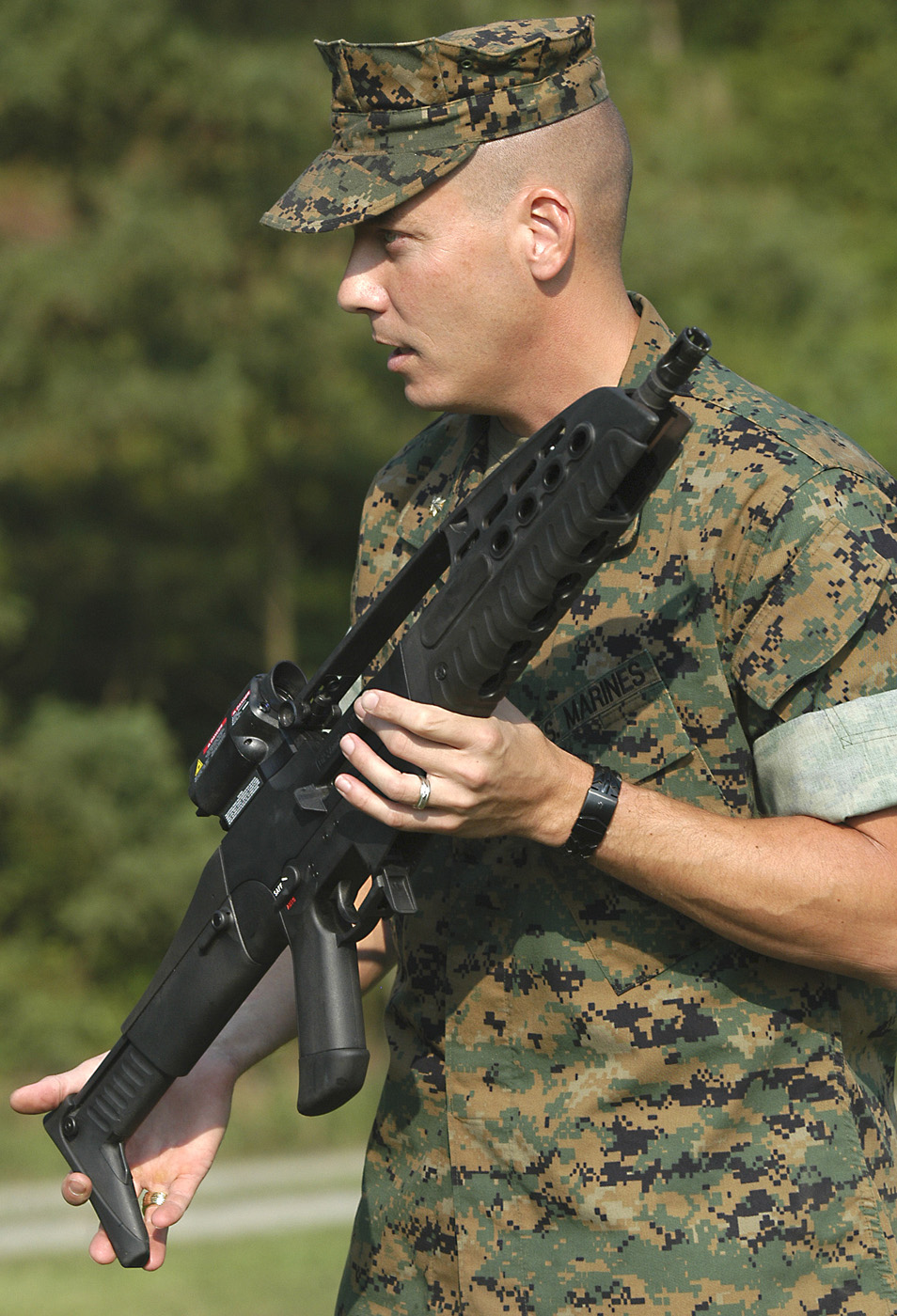
美國海軍陸戰隊武器導師手持XM8
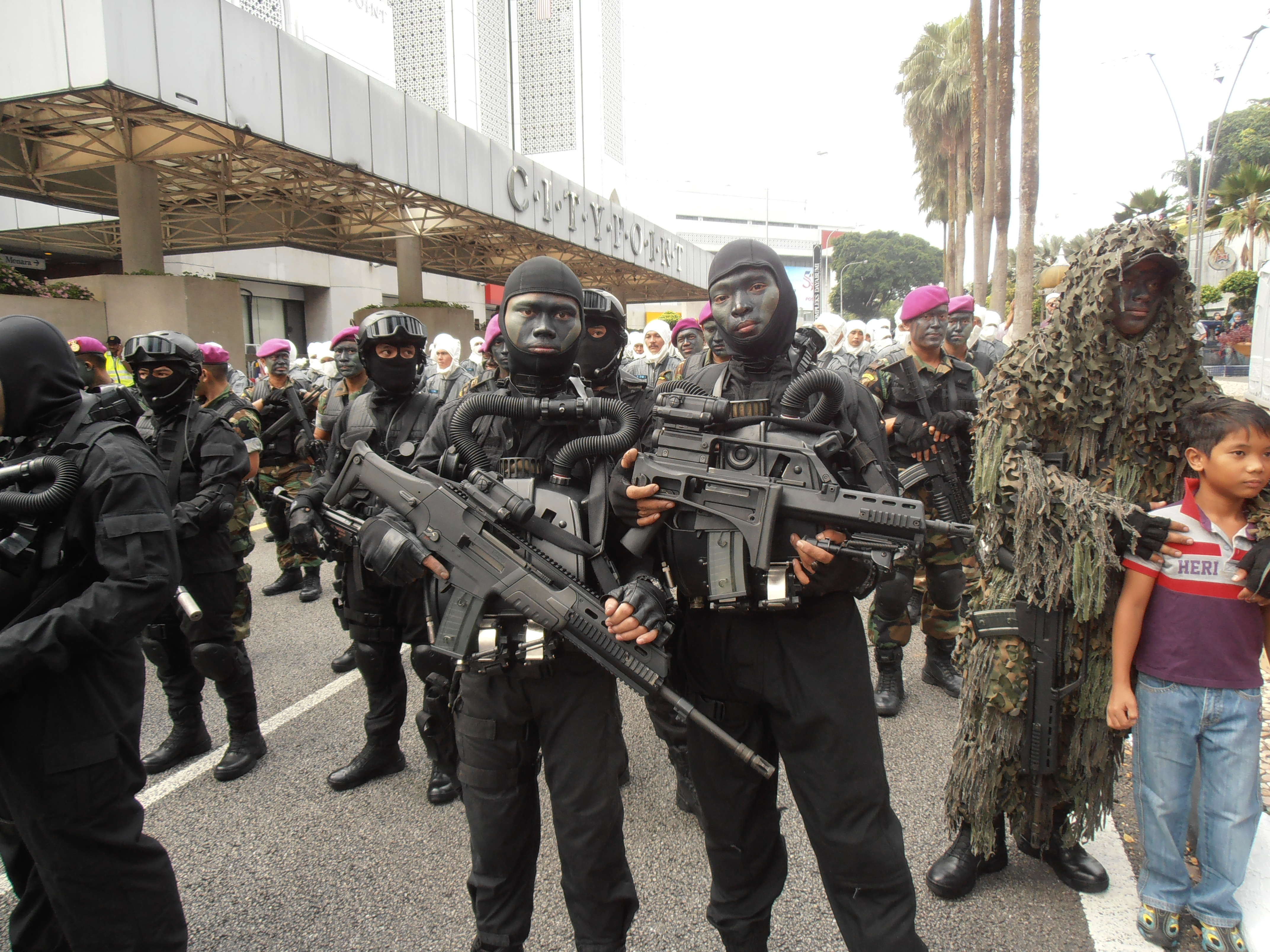
馬來西亞海軍特種作戰部隊裝備的XM8重管自動步槍型
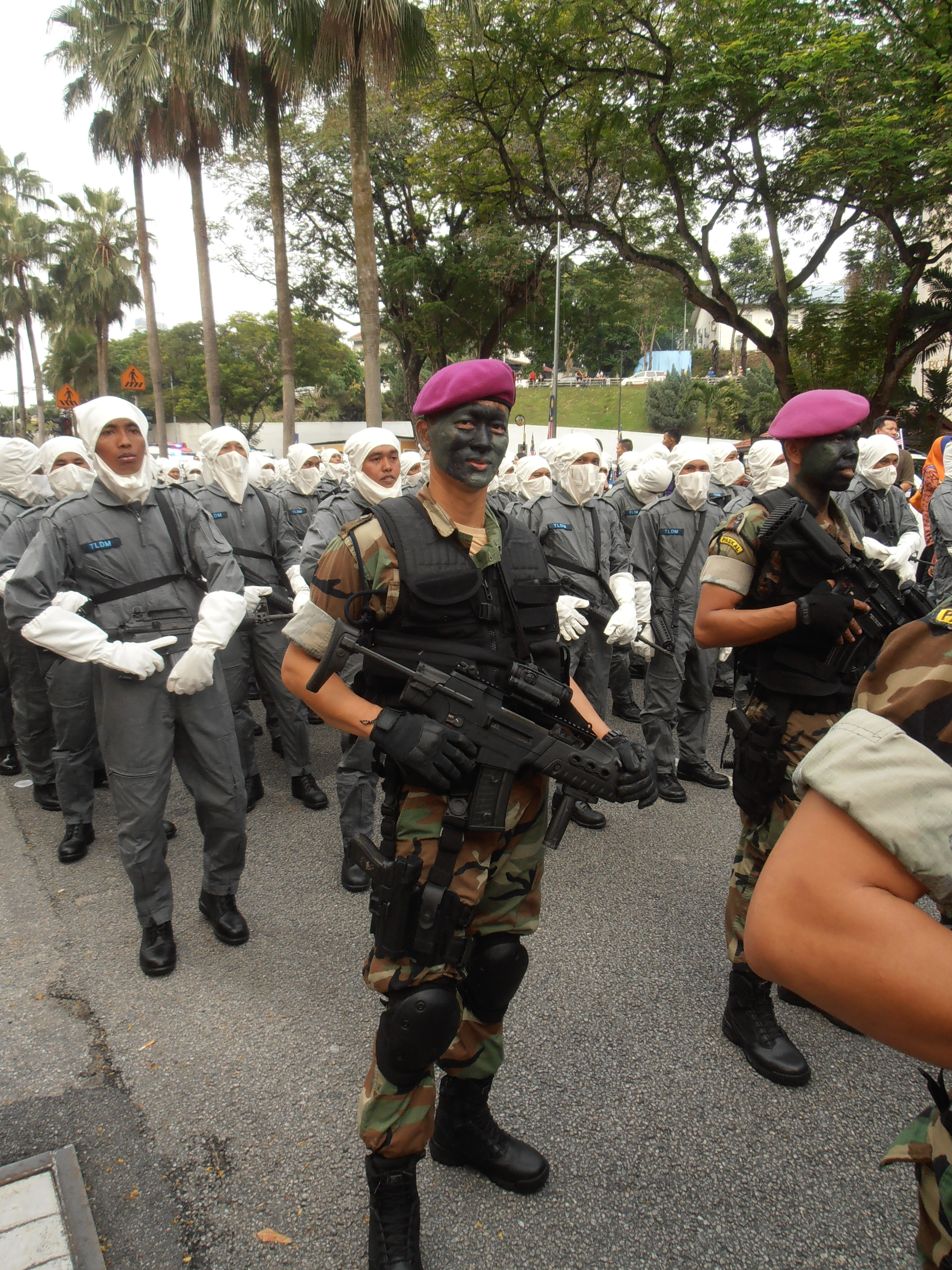
馬來西亞海軍特種作戰部隊裝備的XM8緊湊卡賓型

## 流行文化
儘管XM8並未成為美國軍隊的制式步槍，而且從未投產，它卻出現在一些電子遊戲當中。

### 電子遊戲
- 2006年—：可裝上M320榴彈發射器。
- 2007年—：為原型槍，卡其色槍身。在遊戲内設定為恐怖份子的初始化武器，能依戰況更換槍管及瞄準鏡切換為卡賓槍型及精確射手步槍型。奇怪地没有無彈後定、使用卡賓槍型的瞄準鏡時僅會將遊戲畫面拉近，而且彈匣為純黑色，非半透明。
- 2007年—《戰地之王》：使用步槍型號，裝有原裝瞄準鏡，可進行改造。
- 2007年—《穿越火线》：为原型枪，使用银灰色涂装，命名为“XM8”，需要达到上等兵军衔方可使用18000GP购买并永久使用，可以按右键使用红点镜瞄准，拥有较高的稳定性，但是远距离散布过大以及与购入价格不符的高昂的维修费用时期饱受诟病。拥有改进型“XM8-A”，在原枪的基础之上改用黄色涂装并将弹匣扩容至35发。
- 三部曲：
  - 2007年—：命名為“SCAR”，外形受到FN SCAR突擊步槍的影响，使用虚构的4mm Sabot Scar弹药，弹匣容量40发，于故事模式中由美国海军陆战队所使用。
  - 2011年—《2》：命名為“SCAR V2”，外形受到FN SCAR突擊步槍的影响，使用虚构的4mm Sabot Scar弹药，弹匣容量40发，于故事模式中由美国海军陆战队以及C.E.L.L所使用。另有平顶短突击步枪版本“SCARAB”，取消了提把，使用虚构的4mm Sabot Scar弹药，弹匣容量40发。于故事模式中由C.E.L.L所使用。
  - 2013年—《3》：命名為“SCAR Mod 0”，外形受到FN SCAR突擊步槍的影响，使用虚构的4mm Sabot Scar弹药，弹匣容量40发，于故事模式中由反抗军以及C.E.L.L所使用。另有平顶短突击步枪版本“SCARAB Mod 0”，取消了提把，使用虚构的4mm Sabot Scar弹药，弹匣容量40发。于故事模式中由C.E.L.L所使用。
- 2008年—
- 2008年—：型號為XM8標準型、緊湊型和輕機槍型。
  - 標準型命名為“XM8”，奇怪地30發彈匣內可載50發子彈，預設配備機械瞄具，裝有XM320榴彈發射器，聯機模式中為突擊兵解鎖武器。
  - 緊湊型命名為“XM8C”，奇怪地30發彈匣內可載60發子彈，預設配備機械瞄具，聯機模式中為特技兵解鎖武器。
  - 輕機槍型命名為“XM8 LMG”，以150發彈鼓供彈，預設配備機械瞄具，聯機模式中為支援兵解鎖武器。
    - 除“XM8 LMG”外使用其他型號時在空倉重新裝填後玩家角色並不會為槍械上膛。
- 2009年—《2》
- 2010年—《2》：型號為XM8標準型、緊湊型和輕機槍型。
  - 標準型命名為“XM8 Prototype”，以30發彈匣供彈，預設配備機械瞄具，裝有XM320榴彈發射器，聯機模式中為突擊兵解鎖武器。
  - 緊湊型命名為“XM8 Compact”，以30發彈匣供彈，預設配備機械瞄具，聯機模式中為工程兵解鎖武器。
  - 輕機槍型命名為“XM8 LMG”，以100發彈鼓供彈，預設配備機械瞄具，聯機模式中為醫療兵解鎖武器。
    - 除“XM8 LMG”外使用其他型號時在空倉重新裝填後玩家角色並不會為槍械上膛。
- 2012年—《戰爭前線》：型号为第二代XM8皮卡汀尼导轨款卡賓槍型、輕機槍型、紧凑型及特等射手步枪型，欧美服务器由于版权原因除特等射手步枪型保留XM8的Logo外其余型号均没有Logo。
  - 卡賓槍型命名為“XM8”，為步槍手專用武器，卡其色槍身，使用30發彈匣供彈。為Point點限時出售，可以改装枪口配件（通用消音器、突击消音器、突击制退器、突击刺刀）、战术导轨配件（通用握把、突击握把、突击握把架、枪挂型榴弹发射器）以及瞄准镜（EoTech 553全息瞄准镜、绿点全息瞄准镜、ELCAN SpecterDS瞄准镜、红点瞄准镜、步枪高级瞄准镜、Trijicon ACOG瞄准镜）。
    - 卡賓槍型中國大陸伺服器尚未實裝，歐美與俄羅斯伺服器均已實裝

  - 輕機槍型命名為“XM8 LMG”，為步槍手專用武器，灰色槍身，使用100發C-Mag彈鼓供彈。為專家解鎖武器，可以改装枪口配件（通用消音器、突击消音器、突击制退器）、战术导轨配件（通用握把、突击握把、突击握把架、机枪双脚架）以及瞄准镜（EoTech 553全息瞄准镜、绿点全息瞄准镜、ELCAN SpecterDS瞄准镜、红点瞄准镜、步枪高级瞄准镜、Trijicon ACOG瞄准镜）。
    - 此枪在中国大陆服务器中遭到削弱，威力76→60，瞄准精度29→26

  - 紧凑型命名為“XM8 Compact”，為工程兵專用武器，暗灰色槍身，使用30發彈匣供彈。中國大陸伺服器為專家解鎖武器，歐美與俄羅斯伺服器為抽獎武器，可以改装枪口配件（通用消音器、冲锋枪消音器、冲锋枪制退器、冲锋枪刺刀）、战术导轨配件（通用握把、冲锋枪握把、冲锋枪握把架）以及瞄准镜（EoTech 553全息瞄准镜、绿点全息瞄准镜、红点瞄准镜、冲锋枪普通瞄准镜、冲锋枪高级瞄准镜、冲锋枪专家瞄准镜）。
    - 此枪在中国大陆服务器中遭到削弱，威力78→62，射速800→700

  - 特等射手步枪型命名為“XM8 Shapshooter”，為狙擊手專用武器，綠色槍身，使用10發彈匣供彈。為普通解鎖武器，可以改装枪口配件（狙击枪制退器）、战术导轨配件（狙击枪双脚架）以及瞄准镜（狙击枪5.5x瞄准镜、狙击枪4.5x中程瞄准镜、狙击枪4x短程瞄准镜）。拥有雪地迷彩涂装版本，强化威力与射程，可以改装枪口配件（通用消音器、狙击枪消音器、狙击枪制退器）、战术导轨配件（狙击枪双脚架、特殊狙击枪双脚架）以及瞄准镜（狙击枪5.5x瞄准镜、狙击枪4.5x中程瞄准镜、狙击枪4x短程瞄准镜、狙击槍5x快速瞄准镜）。
- 2012年—： 命名為“M8A1”，卡其色槍身，有著近未來的造型，在戰役模式當中預設為全自動射擊，而在聯機模式則預設為三發點放。載彈量32發（聯機模式時可使用改裝：延長彈匣增至42發），初始攜彈量為192發（戰役模式）和96發（聯機模式），最高攜彈量為416發（戰役模式）、256發（聯機模式）和192發（殭屍模式）。戰役模式之中完成「致命的面紗」（Achilles' Veil）戰役以後解鎖，由美國海軍海豹六隊、美國特勤局、“核心之日”所屬僱傭兵及也門陸軍所使用；聯機模式時於等級49解鎖，並可以使用反射式瞄準鏡、快速抽出握把、快速重裝彈匣、ACOG光學瞄準鏡、前握把、可調節槍托、目標搜索器、激光瞄準器、擊發調變（在戰役模式使用此改裝會轉為4發點放；而在聯機模式則轉為全自動）、EOTECH全息瞄準鏡、消音器、全金屬披甲彈（英语：Full metal jacket bullet）、混合式光學瞄準鏡、延長彈匣、榴彈發射器、毫米波掃描器。
- 2013年—《絕對武力Online 2》：型號為XM8卡賓型，命名為“XM8 Carbine”。
- 2015年—《殺手：狙擊生死線》：近距離戰鬥用突擊步槍，命名為“毒蛇X-72”灰色槍身，及“菁英毒蛇”海藍色迷彩槍身，通關東亞戰區版圖後解鎖。
- 2016年—《少女前線》：於遊戲中作為四星戰術人形少女，槍種為突擊步槍。(AR)，可透過常規製造獲得。
- 2017年—《硝云弹雨》：作为“光战队”职业可用武器之姿出现，拥有原厂瞄具版本与ACOG瞄准镜版本：
  - 原厂瞄具版本命名为“恶棍”，为光战队职业初始武器。
  - ACOG版本命名为“掠夺者”，在光战队职业等级达到7级时可解锁使用。
- 2021年—《戰地風雲2042》：型號為XM8標準型、緊湊型和輕機槍型，作為戰地風雲门户武器登場。[6]

### 輕小說
- 2014年—《刀劍神域外傳Gun Gale Online》：由“TS”小隊的“艾爾賓”所使用。

## 資料來源
- （英文）—U.S. Military.com Website article on the XM8（.com） （页面存档备份，存于）
- （英文）—Picatinny article from 2004 about XM8（.mil）
- （英文）—ArmyTimes  article describing purchase of 200 XM8 for testing（.mil）
- （英文）—Defense-Update.com article on XM8
- （英文）—Jane's Defense news on OICW program in May 2005 （页面存档备份，存于）
- （英文）—Global Security.org article about XM8 （页面存档备份，存于）
- （英文）—HKsystems.com overview
- （英文）—Bellum.nu Article on XM8 system （页面存档备份，存于）
- （英文）—Modern Firearms—XM8 Lightweight Assault Rifle
- （中文）—槍炮世界—XM8突击步枪概述 （页面存档备份，存于）
- （英文）—馬來西亞海軍採用的武器 （页面存档备份，存于）

影片：
- （英文）—XM8 Assault rifle （页面存档备份，存于）
- （英文）—XM8 on Mail Call （页面存档备份，存于）